# August Ferdinand Lueder
August Ferdinand Lueder, född i oktober 1760 i Bielefeld, död 27 februari 1819 i Jena, var en tysk nationalekonom och statistiker.
Lueder, som var professor i Jena, var renodlad frihandelsteoretiker och vid sidan av Christian Jakob Kraus och Georg Friedrich Sartorius, en av de första som banade väg för Adam Smith och den klassiska skolan i Tyskland, i synnerhet genom verket Nationalindustrie und Staatswirtschaft (tre band, 1800-04). Han bidrog även till statistikens utveckling, särskilt genom Kritik der Statistik und Politik (1812) och Kritische Geschichte der Statistik (1817), vilka var en reaktion mot den unga famlande vetenskapens ännu tämligen primitiva metoder och förhastade slutsatser.